# François Robiquet
Pour les articles homonymes, voir Robiquet.
François (Guillaume) Robiquet, ingénieur polytechnicien et auteur d'études statistiques à caractère social, dont l'une notamment sur la Corse, où il avait passé treize ans comme Ingénieur-en-Chef des Ponts-et-Chaussées, est né le 8 février 1777 à Rennes et mort le 26 février 1845 à Rennes, dans le faubourg de Saint-Hélier où il s'était retiré. 

## Éléments de biographie
Frère aîné du chimiste membre de l'Académie des Sciences Pierre Robiquet, il fut admis à l'École centrale des Travaux publics à peine créée; il en sort l'un des premiers de sa promotion et entre dans le corps des Ponts et Chaussées ; sa carrière le conduit comme ingénieur à Rennes d'abord, puis plus tard aux travaux routiers du Simplon. Tout jeune ingénieur en chef, il est envoyé en poste à Ajaccio pour y mener le volet infrastructures des importantes modernisations dont Napoléon gratifiait son île natale ; après 13 années à la tête des services des Ponts-et-Chaussées de Corse, Robiquet retourne sur le continent et, sans doute en raison de problèmes de santé similaires à ceux de son cadet, demande peu après sa mise en retraite anticipée, qui lui est accordée avec réticence en 1823 : le directeur général des Ponts-et-Chaussées, Louis Becquey, pour le dissuader d'une retraite définitive, lui aurait proposé un congé illimité avec moitié de ses appointements et dont le temps lui serait compté comme service quand il rentrerait dans l'activité. 
Il entreprend dès lors la rédaction d'une approche statistique de la vie en Corse en ce début du XIXe siècle, basée sur les données accumulées au cours de ses 13 années sur place, et qu'il confortera par quatre séjours complémentaires dans l'île. Cette étude lui vaut en 1831 l'attribution par l'Institut du prix de statistique fondé par le baron de Montyon. Il publiera cette étude un peu plus tard à compte d'auteur « non par espoir de bénéfices car de tels ouvrages sont très dispendieux et se vendent peu mais parce qu'il était convaincu qu'il rendait service à ce beau pays. »
Retiré à Saint-Hélier, un quartier de l'actuel Rennes, il consacrera à cette zone une nouvelle étude. Cette œuvre, qu'il adressa à l'Institut, y fut regardée comme un véritable type du genre. Bien que sur une petite échelle, elle abordait les questions sociales généralement dédaignées et surtout recherchait les conditions dans lesquelles se meut la classe ouvrière et celle des cultivateurs (source: notice Marteville). Quelques mois après avoir reçu la « Statistique de Saint-Hélier » l'Académie des Sciences morales et politiques élut à l'unanimité Robiquet comme l'un de ses membres correspondants.

## La «Statistique de la Corse» (1831)

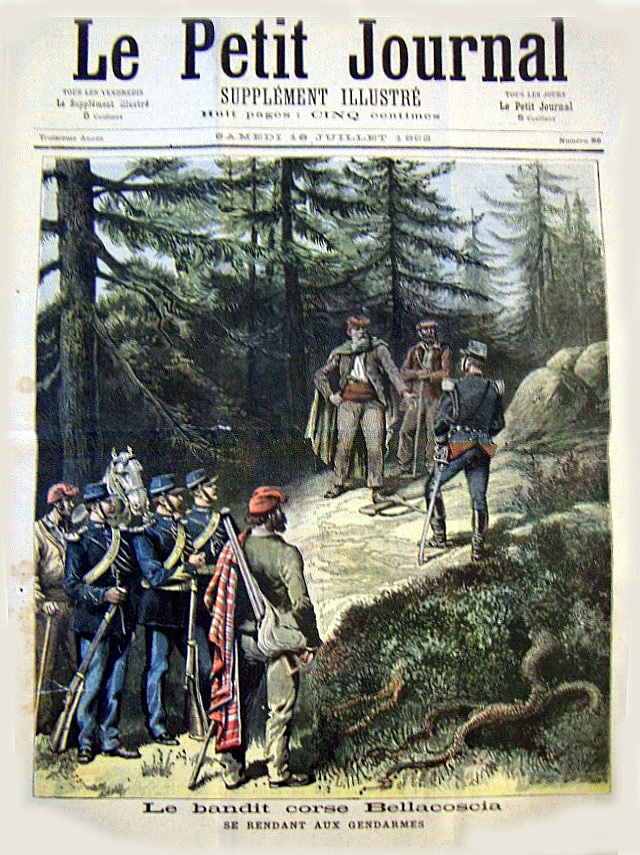
Reddition du bandit corse Antoine Bellacoscia, en 1883

François Robiquet consacra à la réalisation de cet ouvrage plusieurs années de travail et quatre séjours complémentaires dans l'île. Profondément marqué par son vécu de treize années sur place, il y approche spécialement la tradition de vendetta de manière statistique ; il espérait ainsi « montrer aux Corses combien de malheurs elle accumulait sur eux, et quel brillant avenir les attendait s'ils savaient s'affranchir d'une telle domination », il y démontre chiffres à l'appui que cette pratique de désolation épuisait littéralement les forces vives de sa population, en comparant de façon statistique l'impact de leurs « vendettes » à celui des duels qui à l'époque n'avaient pas encore disparu sur le continent (Évariste Galois, le créateur de la théorie des groupes, et polytechnicien comme François Robiquet, en sera une victime pitoyable en 1830), que « si le nombre de morts en France par suite de duel, était en proportion avec les morts de Corse, par suite de vendetta, le nombre en serait de plus de 15 000, c'est-à-dire égalerait la perte qu'une armée éprouve dans une grande bataille rangée. »
François Robiquet, qui constate « que les Corses persévéreraient dans la funeste habitude de vider par les armes et l'assassinat toutes leurs prétentions, fondées ou non, tant que le port d'armes ne viendrait pas réduire à quelques exceptions le nombre universel de ceux qui ne marchaient que le poignard et le fusil au poing », y propose l'interdiction de port d'armes comme mesure immédiate.
L'histoire des deux siècles suivants démontrera hélas que cette sage disposition ne suffisait pas à renverser des pratiques ancrées dans les méthodes locales.